# Сан-Педру-да-Алдея
Сан-Педру-да-Алдея (порт. São Pedro da Aldeia) — муниципалитет в Бразилии, входит в штат Рио-де-Жанейро. Составная часть мезорегиона Байшадас-Литоранеас. Входит в экономико-статистический микрорегион Лагус. Население составляет 78 717 человек на 2006 год. Занимает площадь 340 км². Плотность населения — 231,8 чел./км².

## История
Город основан 16 мая 1617 года. 

## Статистика
- Валовой внутренний продукт на 2003 год составляет 319 тысяч реалов (данные: Бразильский институт географии и статистики).
- Валовой внутренний продукт на душу населения на 2003 год составляет 4852,96 реалов (данные: Бразильский институт географии и статистики).
- Индекс развития человеческого потенциала на 2000 год составляет 0,780 (данные: Программа развития ООН).